# Gussarvshyttesjön
Gussarvshyttesjön är en sjö i Säters kommun i Dalarna och ingår i Dalälvens huvudavrinningsområde. Sjön har en area på 0,182 kvadratkilometer och ligger 130,2 meter över havet.

## Delavrinningsområde
Gussarvshyttesjön ingår i det delavrinningsområde (670322-149427) som SMHI kallar för Utloppet av Gussarvshyttesjön. Medelhöjden är 181 meter över havet och ytan är 4,81 kvadratkilometer. Det finns inga avrinningsområden uppströms utan avrinningsområdet är högsta punkten. Vattendraget som avvattnar avrinningsområdet har biflödesordning 2, vilket innebär att vattnet flödar genom totalt 2 vattendrag innan det når havet efter 185 kilometer. Avrinningsområdet består mestadels av skog (70 procent) och jordbruk (10 procent). Avrinningsområdet har 0,18 kvadratkilometer vattenytor vilket ger det en sjöprocent på 3,8 procent.